# Аладдин Джамал оглы Султанов

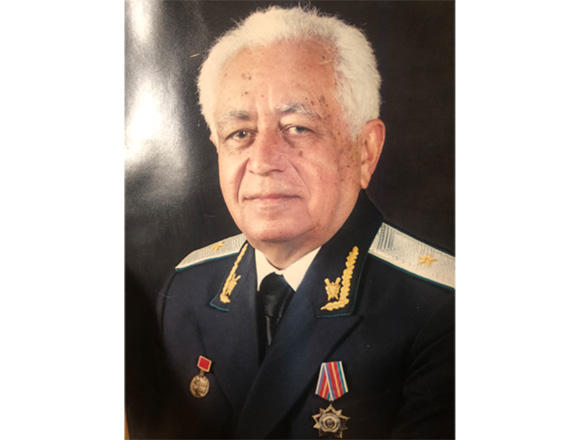
Аладдин Джамал оглы Султанов

Аладдин Джамал оглы Султанов - (31 июля 1928, г. Гянджа - 31 марта 2020, Баку) - юрист, генерал-майор

## Биография
Родился 31 июля 1928  года в городе Гянджа. В 1947 году окончил среднюю школу имени М.А. Сабира в городе Гянджа.  В том же году поступил в Азербайджанский Государственный Университет и в 1952 году окончил его с отличием. Юрист. Получил звание генерал-майора.
Судья Конституционного Суда Азербайджанской Республики (1998-2010), - Заместитель главы Исполнительной власти города Баку, начальник аппарата (1992), Помощник Генерального прокурора Азербайджанской Республики по особым делам (1990), Проректор Института повышения квалификации юридических лиц Министерства юстиции Азербайджанской ССР (1987), Первый заместитель прокурора Азербайджанской ССР (1981), Прокурор Нахичеванской Автономной Советской Социалистической Республики (1980), Заместитель прокурора города Баку, начальник следственного управления (1979), - Прокурор Ленинского (Сабунчинский) района г. Баку (1977), Прокурор Ленкоранского района (1970), прокурор города Мингечевир (1967), Заместитель прокурора района 26 Бакинского (Сабаильский) комиссара  г. Баку (1966), Заместитель прокурора Октябрьского (Ясамальский) района г. Баку (1963), Главный следователь Бакинской городской прокуратуры (1959), Следователь Ворошиловской (Низаминский) районной прокуратуры, г. Баку (1956), Следователь Бардинской районной прокуратуры (1952).

## Награды и почётные звания
26 мая 1972 год - Указ Президиума Верховного Совета Азербайджанской ССР о награждении «Почетной грамотой»
7 сентября 1981 год - Указом Президиума Верховного Совета СССР o присвоении звания государственного советника юстиции 3 класса (Генерал-майор юстиции)
26 мая 1982 год - - Указом Президиума Верховного Совета СССР о награждении Орденом Дружбы Народов
12 июля 2003 год - Распоряжение Президента Азербайджанской Республики Гейдара Алиева о награждении медалью “Терегги”
31 июля 2008 год - Распоряжение Президента Азербайджанской Республики Ильхама Алиева о награждении орденом “Шохрат”

## Семья
Жена – Султанова сона Аскер гызы (10 января 1928 год – 25 сентября 2009 год)
Четверо детей:
Султанова Ирада Аладдин гызы (3 марта 1959 год) – врач, доктор философских наук в области медицины
Султанов Рагим Аладдин оглы (17 декабря 1962 год) – юрист, доктор философских наук в области права
Султанов Эльчин Аладдин оглы (16 июня 1966 год) – юрист
Султанова Сабина Аладдин гызы (24 ноября 1976 год) ) – юрист

## Кинематография
“Я вырос у моря” (1972 год) – Aладдин Султанов в роли прокурора. В тот же период  – Aладдин Султанов работал на должности прокурора Ленкоранского района. 

## Источник и ссылки
- "Достойный сын древней земли" – книга посвящена 80 -летию Гурбана Джамал оглы Султанова – Баку, 1998 г. (стр. 39 - 41 про Аладдин Султанова)
- "Жизнь основанная на законе"- книга посвящена 75-летию Аладдин Джамал оглы Султанова– Баку, 2003 г.
- "Мудрый и добрый человек"- книга посвящена 75-летию Султановой Сони Аскер гызы – Баку, 2007 г.  (стр. 154 - 158 про Аладдин Султанова)
- "Выдающиеся ученые, деятели культуры, партии и государства Гянджи XX века" – Баку, 2007 г. .  (стр. 247 - 248 про Аладдин Султанова)
- «Аладдин Султанов - 85» (журнал «Azərbaycan Dünyası» - выпуск N.108 / март 2014 г.)[1]
- http://asanradio.az/news/17873
- https://www.youtube.com/watch?v=hrKn5tocaAQ
- https://www.youtube.com/shorts/AypMmaURSes[1]